# Млынары (гмина)
Млынары (пол. Młynary) — городско-сельская гмина (волость) в Польше, входит как административная единица в Эльблонгский повет, Варминьско-Мазурское воеводство. Население — 4594 человека (на 2004 год).

## Демография
| Перепись                       | Всего   | Всего | Женщины | Женщины | Мужчины | Мужчины |
| ------------------------------ | ------- | ----- | ------- | ------- | ------- | ------- |
| Единицы                        | человек | %     | человек | %       | человек | %       |
| Население                      | 4594    | 100   | 2337    | 50,9    | 2257    | 49,1    |
| Плотность населения (чел./км²) | 29,2    | 29,2  | 14,9    | 14,9    | 14,4    | 14,4    |

## Соседние гмины
1. Гмина Фромборк
2. Гмина Милеево
3. Гмина Пасленк
4. Гмина Плоскиня
5. Гмина Толькмицко
6. Гмина Вильчента